# Haliophyle euclidias
Haliophyle euclidias är en fjärilsart som beskrevs av Edward Meyrick 1899. Haliophyle euclidias ingår i släktet Haliophyle och familjen nattflyn. Inga underarter finns listade i Catalogue of Life.